# やどかりは夢をみる
『やどかりは夢をみる』（やどかりはゆめをみる）は、NHK総合テレビジョンの「銀河テレビ小説」で1984年2月27日から同年3月23日まで放送されたテレビドラマ。

## 放送時間
- 月曜日から金曜日 21:40 - 22:00（JST）

## あらすじ
風来坊の青年がひさしぶりに蒲郡市三谷町の実家へ帰って来たが、その家にいた人々を自分が初めて会う親類や近所の人と思いながら話し込むにつれ、なにやら辻褄が合わないことに気付く。実は実家だと思っていた家は人手に渡り、河野家の4人家族と若い女性、高齢男性の3世帯が入る下宿となっていた。そして、青年は半ば強引にかつての自分の家への下宿を決め込んでしまう。こうして図らずもひとつ屋根の下に暮らすことになった青年と、大家として下宿を取り仕切る女性の二人を中心に、家が転売されて取り壊されるまでの2か月の間に疑似家族とも言える関係にまでなっていく人と人との心のふれあいを描く。

## キャスト
榎田伸次
演 - 三浦浩一(主演)
川合直子
演 - 宮崎美子(主演)
河野良子
演 - 和泉雅子
河野敏治
演 - 高橋長英
河野健一
演 - 大谷英樹
河野花子
演 - 本谷昌子
小峰雪
演 - 斉藤とも子
辻仙吉
演 - 天野有恒
三国安夫
演 - 坂本あきら
木元順介
演 - 真夏竜
川合正夫
演 - 大嶽隆司
ラーメン屋店主
演 - 新間正次
桃子
演 - 入谷美幸
スナックのママ
演 - 内田藍子
舞台となった愛知県蒲郡市(旧宝飯郡)の市民もエキストラとして参加している。

## スタッフ
- 原作 - 風間京子
- 脚本 - 金子成人
- 音楽 - 小野崎孝輔
- 演奏 - センチメンタル・シティ・ロマンス
- 制作 - 小山正樹
- 演出 - 保科義久、佐藤隆

## 主題歌
- 「卒業」　三浦浩一（デビューシングル、1984年2月日本コロムビア）

作詞：溝畑龍緒 /作曲：森 保道 /編曲：森 一美 /唄：三浦浩一&WINDY